# نظام الإمبراطوريتان

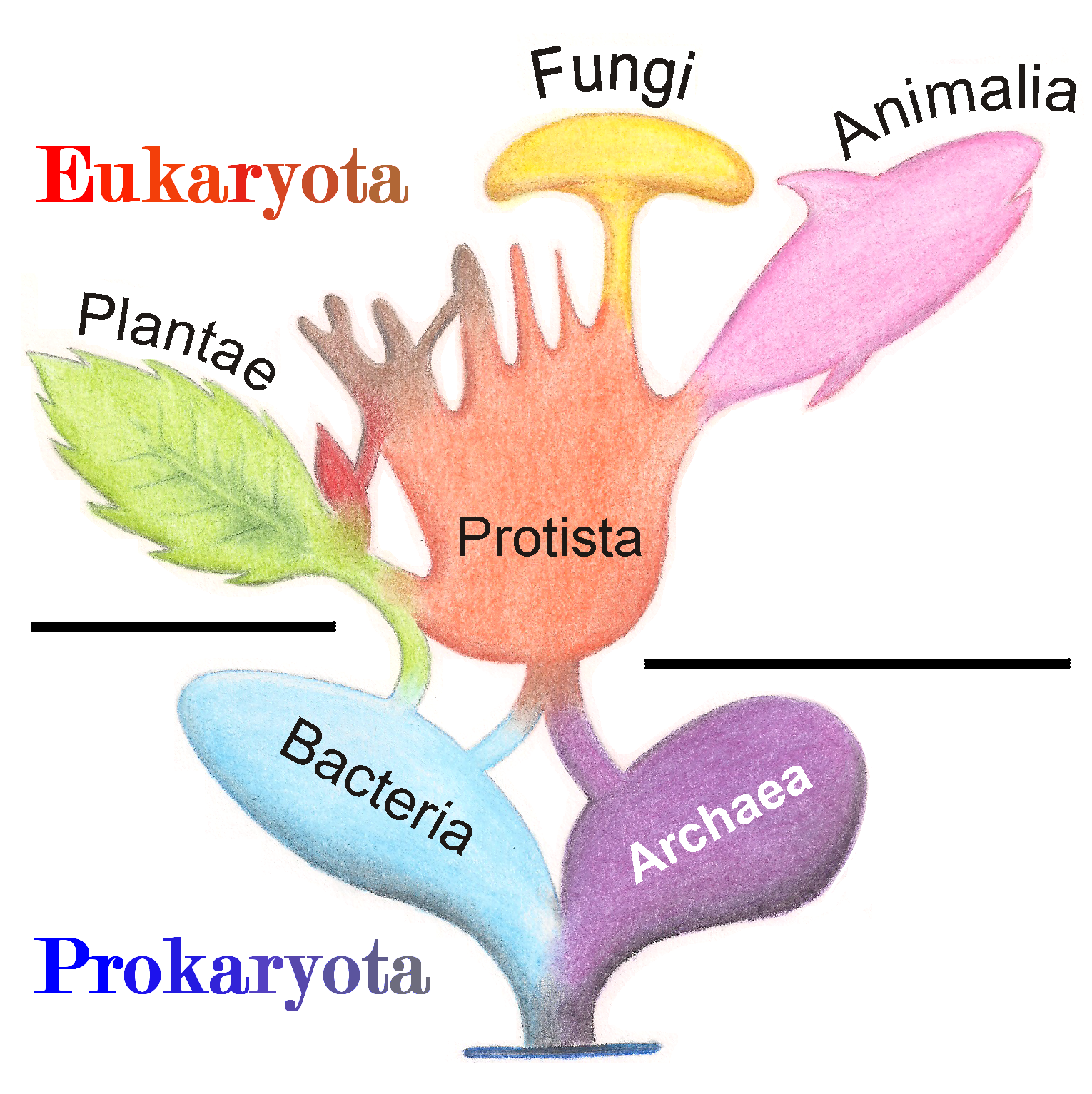
شجرة النشوء والتطور للكائنات الحية، تبين أصول حقيقيات النوى وبدائيات النوى.

نظام الإمبراطوريتان (نظام المملكتان الفائقتان) هو نظام التصنيف البيولوجي ذي المستوى الأعلى في الاستخدام العام قبل إنشاء نظام النطاقات الثلاث. صنفت الحياة الخلوية في بدائيات النوى وحقيقيات النوى على أنها إما «إمبراطوريات» أو «ملكيات عظمى». عندما تم تقديم نظام النطاقات الثلاث، فضل بعض علماء الأحياء نظام الإمبراطوريتان، مدعين أن نظام النطاقات الثلاث بالغ في التأكيد على الانقسام بين العتائق والبكتيريا. ومع ذلك، نظرًا للحالة الحالية للمعرفة والتقدم السريع في التقدم العلمي البيولوجي، لا سيما بسبب التحليلات الجينية، فإن هذا الرأي قد اختفى تمامًا.
لا يزال بعض العلماء البارزين، مثل توماس كافلييه سميث، متمسكين بنظام الإمبراطوريتين. كتب إرنست ماير، أحد علماء الأحياء التطورية الرائدين في القرن العشرين، باستخفاف عن نظام النطاقات الثلاث، «لا أستطيع أن أرى أي ميزة على الإطلاق في تكديس إمبراطوريات ثلاثية.» بالإضافة إلى ذلك، يجادل العالم رادي جوبتا العودة إلى نظام الإمبراطوريتين، مدعيا أن التقسيم الأولي داخل بدائيات النوى يجب أن يكون بين تلك المحاطة بغشاء واحد (الأديم الأحادي)، بما في ذلك البكتيريا موجبة الجرام والبكتيريا البدائية، وتلك التي تحتوي على غشاء خلوي داخلي وخارجي (ديديرم)، بما في ذلك البكتيريا سالبة الجرام.
سبق هذا النظام نظام الممالك الثلاث لهيكل: الحيوانات والنباتات والطلائعيات.
| لينيوس 1735   | هيكل 1866 | شاتون 1925    | كوبلاند 1938 | ويتيكر 1969 | ووز وآخرون 1990 | كافلييه-سميث 1998     | كافلييه-سميث 2015     |
| ------------- | --------- | ------------- | ------------ | ----------- | --------------- | --------------------- | --------------------- |
| مملكتان       | 3 ممالك   | إمبراطوريتان  | 4 ممالك      | 5 ممالك     | 3 نطاقات        | إمبراطوريتان، 6 ممالك | إمبراطوريتان، 7 ممالك |
| (لم يتطرق له) | طلائعيات  | بدائيات النوى | وحدانات      | وحدانات     | بكتيريا         | بكتيريا               | بكتيريا               |
| (لم يتطرق له) | طلائعيات  | بدائيات النوى | وحدانات      | وحدانات     | عتائق           | بكتيريا               | عتائق                 |
| (لم يتطرق له) | طلائعيات  | حقيقيات النوى | طلائعيات     | طلائعيات    | حقيقيات النوى   | أوليات                | أوليات                |
| (لم يتطرق له) | طلائعيات  | حقيقيات النوى | طلائعيات     | طلائعيات    | حقيقيات النوى   | أسناخ صبغية           | أسناخ صبغية           |
| نباتات        | نباتات    | حقيقيات النوى | نباتات       | نباتات      | حقيقيات النوى   | نباتات                | نباتات                |
| نباتات        | نباتات    | حقيقيات النوى | نباتات       | فطريات      | حقيقيات النوى   | فطريات                | فطريات                |
| حيوانات       | حيوانات   | حقيقيات النوى | حيوانات      | حيوانات     | حقيقيات النوى   | حيوانات               | حيوانات               |